# Dylan Mboumbouni
Dylan Mboumbouni (Lione, 20 febbraio 1996) è un calciatore centrafricano con cittadinanza francese, difensore svincolato.

## Carriera

### Club
È cresciuto nelle giovanili del Saint-Priest, per poi entrare a far parte di quelle dell'Olympique Lione. Ha debuttato con la squadra riserve del club, militante nello Championnat de France amateur, in data 17 maggio 2014: ha sostituito Romaric N'Gouma nella sconfitta per 2-1 subita sul campo del Raon-l'Étape e trovando anche la rete in favore della sua formazione.
Il 17 gennaio 2015 si è accomodato per la prima volta in panchina con la prima squadra dell'Olympique Lione, in occasione del successo per 0-2 in casa del Lens. Non ha mai esordito con la maglia dei Gones.
Il 1º febbraio 2018, Mboumbouni è passato allo SO Cholet con la formula del prestito. Il 9 febbraio ha giocato la prima partita in squadra, nello Championnat National: è stato schierato titolare nella sconfitta per 4-3 subita in casa del Consolat Marseille.
Al termine del prestito ha fatto ritorno all'Olympique Lione 2. Il 24 giugno 2019, Mboumbouni è tornato allo SO Cholet a titolo definitivo, firmando un contratto biennale con opzione per una terza stagione.
Il 31 luglio 2022 è stato annunciato il suo passaggio ai norvegesi del Jerv: il trasferimento sarebbe stato ratificato dal 1º agosto, data di riapertura del calciomercato locale. Il 22 novembre 2022, il Jerv ha reso noto che il contratto del calciatore, in scadenza al 31 dicembre, non sarebbe stato rinnovato.
Il 19 gennaio 2023, Mboumbouni è stato presentato come un nuovo calciatore dei rumeni del Mioveni.

### Nazionale
Dopo aver giocato 5 partite con la Francia under 16 nel 2012, ha deciso di rappresentare la Repubblica Centrafricana. Ha esordito quindi il 14 novembre 2017 in un'amichevole persa 3-0 contro l'Algeria.

## Statistiche

### Presenze e reti nei club
Statistiche aggiornate al 19 gennaio 2023.
| Stagione                 | Club                     | Campionato               | Campionato | Campionato | Coppe nazionali | Coppe nazionali | Coppe nazionali | Coppe continentali | Coppe continentali | Coppe continentali | Supercoppe | Supercoppe | Supercoppe | Totale | Totale |
| Stagione                 | Club                     | Comp                     | Pres       | Reti       | Comp            | Pres            | Reti            | Comp               | Pres               | Reti               | Comp       | Pres       | Reti       | Pres   | Reti   |
| ------------------------ | ------------------------ | ------------------------ | ---------- | ---------- | --------------- | --------------- | --------------- | ------------------ | ------------------ | ------------------ | ---------- | ---------- | ---------- | ------ | ------ |
| 2012-2013                | Olympique Lione 2        | CFA                      | 0          | 0          | -               | -               | -               | -                  | -                  | -                  | -          | -          | -          | 0      | 0      |
| 2013-2014                | Olympique Lione 2        | CFA                      | 1          | 1          | -               | -               | -               | -                  | -                  | -                  | -          | -          | -          | 1      | 1      |
| 2014-2015                | Olympique Lione 2        | CFA                      | 17         | 0          | -               | -               | -               | -                  | -                  | -                  | -          | -          | -          | 17     | 0      |
| 2015-2016                | Olympique Lione 2        | CFA                      | 17         | 0          | -               | -               | -               | -                  | -                  | -                  | -          | -          | -          | 17     | 0      |
| 2016-2017                | Olympique Lione 2        | CFA                      | 15         | 0          | -               | -               | -               | -                  | -                  | -                  | -          | -          | -          | 15     | 0      |
| 2017-feb. 2018           | Olympique Lione 2        | N2                       | 17         | 0          | -               | -               | -               | -                  | -                  | -                  | -          | -          | -          | 17     | 0      |
| 2014-2015                | Olympique Lione          | L1                       | 0          | 0          | CF+CdL          | 0               | 0               | UEL                | 0                  | 0                  | -          | -          | -          | 0      | 0      |
| 2017-feb. 2018           | Olympique Lione          | L1                       | 0          | 0          | CF+CdL          | 0               | 0               | UEL                | 0                  | 0                  | -          | -          | -          | 0      | 0      |
| Totale Olympique Lione   | Totale Olympique Lione   | Totale Olympique Lione   | 0          | 0          |                 | 0               | 0               |                    | 0                  | 0                  |            | -          | -          | 0      | 0      |
| feb.-giu. 2018           | SO Cholet                | N                        | 12         | 0          | CF              | -               | -               | -                  | -                  | -                  | -          | -          | -          | 12     | 0      |
| 2018-2019                | Olympique Lione 2        | N2                       | 10         | 0          | -               | -               | -               | -                  | -                  | -                  | -          | -          | -          | 10     | 0      |
| Totale Olympique Lione 2 | Totale Olympique Lione 2 | Totale Olympique Lione 2 | 77         | 1          |                 | -               | -               |                    | -                  | -                  |            | -          | -          | 77     | 1      |
| 2019-2020                | SO Cholet                | N                        | 18         | 0          | CF              | 0               | 0               | -                  | -                  | -                  | -          | -          | -          | 18     | 0      |
| 2020-2021                | SO Cholet                | N                        | 16         | 0          | CF              | 0               | 0               | -                  | -                  | -                  | -          | -          | -          | 16     | 0      |
| 2021-2022                | SO Cholet                | N                        | 8          | 0          | CF              | 0               | 0               | -                  | -                  | -                  | -          | -          | -          | 8      | 0      |
| Totale SO Cholet         | Totale SO Cholet         | Totale SO Cholet         | 54         | 0          |                 | 0               | 0               |                    | -                  | -                  |            | -          | -          | 54     | 0      |
| ago.-dic. 2022           | Jerv                     | ES                       | 8          | 0          | CN              | 0               | 0               | -                  | -                  | -                  | -          | -          | -          | 8      | 0      |
| gen.-giu. 2023           | Mioveni                  | L1                       | 0          | 0          | CR              | 0               | 0               | -                  | -                  | -                  | -          | -          | -          | 0      | 0      |
| Totale                   | Totale                   | Totale                   | 139        | 1          |                 | 0               | 0               |                    | 0                  | 0                  |            | -          | -          | 139    | 1      |

### Cronologia presenze e reti in nazionale
| Cronologia completa delle presenze e delle reti in nazionale ― Rep. Centrafricana | Cronologia completa delle presenze e delle reti in nazionale ― Rep. Centrafricana | Cronologia completa delle presenze e delle reti in nazionale ― Rep. Centrafricana | Cronologia completa delle presenze e delle reti in nazionale ― Rep. Centrafricana | Cronologia completa delle presenze e delle reti in nazionale ― Rep. Centrafricana | Cronologia completa delle presenze e delle reti in nazionale ― Rep. Centrafricana | Cronologia completa delle presenze e delle reti in nazionale ― Rep. Centrafricana | Cronologia completa delle presenze e delle reti in nazionale ― Rep. Centrafricana |
| Data                                                                              | Città                                                                             | In casa                                                                           | Risultato                                                                         | Ospiti                                                                            | Competizione                                                                      | Reti                                                                              | Note                                                                              |
| --------------------------------------------------------------------------------- | --------------------------------------------------------------------------------- | --------------------------------------------------------------------------------- | --------------------------------------------------------------------------------- | --------------------------------------------------------------------------------- | --------------------------------------------------------------------------------- | --------------------------------------------------------------------------------- | --------------------------------------------------------------------------------- |
| 14-11-2017                                                                        | Algeri                                                                            | Algeria                                                                           | 3 – 0                                                                             | Rep. Centrafricana                                                                | Amichevole                                                                        | -                                                                                 | 83’                                                                               |
| 24-3-2019                                                                         | Bangui                                                                            | Rep. Centrafricana                                                                | 0 – 0                                                                             | Guinea                                                                            | Qual. Coppa d'Africa 2021                                                         | -                                                                                 |                                                                                   |
| 13-10-2019                                                                        | Niamey                                                                            | Niger                                                                             | 0 – 2                                                                             | Rep. Centrafricana                                                                | Amichevole                                                                        | -                                                                                 |                                                                                   |
| 13-11-2019                                                                        | Bangui                                                                            | Rep. Centrafricana                                                                | 2 – 0                                                                             | Guinea                                                                            | Qual. Coppa d'Africa 2021                                                         | -                                                                                 |                                                                                   |
| 19-11-2019                                                                        | Nouakchott                                                                        | Mauritania                                                                        | 2 – 0                                                                             | Rep. Centrafricana                                                                | Qual. Coppa d'Africa 2021                                                         | -                                                                                 |                                                                                   |
| 13-11-2020                                                                        | Casablanca                                                                        | Marocco                                                                           | 4 – 1                                                                             | Rep. Centrafricana                                                                | Qual. Coppa d'Africa 2021                                                         | -                                                                                 |                                                                                   |
| 17-11-2020                                                                        | Douala                                                                            | Rep. Centrafricana                                                                | 0 – 2                                                                             | Marocco                                                                           | Qual. Coppa d'Africa 2021                                                         | -                                                                                 |                                                                                   |
| 4-6-2021                                                                          | Kigali                                                                            | Ruanda                                                                            | 2 – 0                                                                             | Rep. Centrafricana                                                                | Amichevole                                                                        | -                                                                                 | 35’                                                                               |
| 27-3-2023                                                                         | Douala                                                                            | Rep. Centrafricana                                                                | 2 – 0                                                                             | Madagascar                                                                        | Qual. Coppa d'Africa 2023                                                         | -                                                                                 |                                                                                   |
| 12-10-2024                                                                        | Oujda                                                                             | Marocco                                                                           | 5 – 0                                                                             | Rep. Centrafricana                                                                | Qual. Coppa d'Africa 2025                                                         | -                                                                                 | 34’                                                                               |
| 14-11-2024                                                                        | Bloemfontein                                                                      | Lesotho                                                                           | 1 – 0                                                                             | Rep. Centrafricana                                                                | Qual. Coppa d'Africa 2025                                                         | -                                                                                 | 46’                                                                               |
| Totale                                                                            |                                                                                   | Presenze                                                                          | 11                                                                                |                                                                                   | Reti                                                                              | 0                                                                                 |                                                                                   |